# Elyse Levesque
Elyse Marie Levesque (Regina, Saskatchewan; 10 de septiembre de 1985) es una actriz canadiense. Es conocida por interpretar a Chloe Armstrong en Stargate Universe y a Genevive en The Originals.

## Biografía
Levesque nació y fue criada en Regina, Saskatchewan, Canadá.
Levesque reside en Los Ángeles, California.

### Carrera
Levesque empezó a actuar desde los once años de edad, cuando se volvió parte del repertorio de una compañía de jóvenes actores para la aclamada serie infantil The Incredible Story Studio. Además trabajó en diversos comerciales e interpretó a Maxine Rich en 2030 CE.
Después de graduarse de la prepatoria, Levesque trabajó durante dos años como modelo en Taiwán, Japón, Italia, España, y Francia antes de regresar a Canadá para estudiar bellas artes. En 2006, se trasladó a Vancouver, Columbia Británica para centrarse de lleno en su carrera como actriz. Se inscribió en clases de actuación y empezó a conseguir pequeños papeles en televisión y algunos proyectos de cine. Ha interpretado personajes diversos que van desde Virginia (Cissy) Poe, la esposa enferma de Edgar Allan Poe, en los Masters of Horror , a una bruja en Flash Gordon. También ha aparecido como estrella invitada en series tales como Smallville, Men in Trees.
Interpretó a Chloe Armstrong, la hija de un Senador de EE. UU. en la serie original de Syfy Stargate Universe.
En 2014 dio vida a la bruja Genevieve en la primera temporada de The Originals spin-off de The Vampire Diaries.

## Filmografía
| Cine       | Cine                               | Cine                           | Cine                                    |
| Año        | Película                           | Rol                            | Notas                                   |
| ---------- | ---------------------------------- | ------------------------------ | --------------------------------------- |
| 2005       | The Lost Angel                     | Billie (joven)                 |                                         |
| 2007       | Normal                             | Marcy                          |                                         |
| 2008       | A Season to Wither                 | Mary                           | Cortometraje                            |
| 2008       | Free to Go                         | Hanna                          | Cortometraje                            |
| 2009       | Christmas Crash                    | Teresa Johnson                 | Video                                   |
| 2012       | Slumber Party Slaughter            | Nadia                          |                                         |
| 2012       | In Return                          | Lola                           |                                         |
| 2013       | Sons of Liberty                    | Rourke                         |                                         |
| 2014       | Fishing Naked                      | Amy                            |                                         |
| 2014       | Spare Change                       | Lily Horowitz                  |                                         |
| 2014       | Fruitcake                          | Sallie                         | Cortometraje                            |
| 2019       | Ready or Not                       | Charity Le Domas               |                                         |
| 2020       | The Big Ugly                       | Jackie                         |                                         |
| Televisión |                                    |                                |                                         |
| Año        | Título                             | Rol                            | Notas                                   |
| 1997       | Incredible Story Studios           | Varios personajes              |                                         |
| 2001       | MythQuest                          | Eurydice                       | Episodio: «Orpheus»                     |
| 2002-2003  | 2030 CE                            | Dra. Maxine Rich               |                                         |
| 2004       | The Cradle Will Fall'              | Maureen                        | Película para televisión                |
| 2004, 2007 | Renegadepress.com                  | Vanessa                        | 2 episodios                             |
| 2006       | Family in Hiding                   | Alicia Peterson                | Película para televisión                |
| 2007       | Masters of Horror                  | Virginia Poe                   | Episodio: «The Black Cat»               |
| 2007       | Unthinkable                        | Kelly Shaw                     | Película para televisión                |
| 2007       | The Wedding Wish                   | Tina Landers                   | Película para televisión                |
| 2007       | The Deadly Pledge                  | Whitney Seasons                | Película para televisión                |
| 2007       | Flash Gordon                       | Layla                          | Episodio: «Possesion»                   |
| 2007       | Smallville                         | Casey Brock                    | 2 episodios                             |
| 2008       | Journey to the Center of the Earth | Emily                          | Película para televisión                |
| 2008       | Men in Trees                       | Tricia                         | Episodio: «Sonata in Three Parts»       |
| 2008       | Storm Cell                         | Dana                           | Película para televisión                |
| 2009-2010  | SGU Stargate Universe Kino         | Chloe Armstrong / Airman Kelly | Miniserie                               |
| 2009-2011  | Stargate Universe                  | Chloe Armstrong                | Elenco principal                        |
| 2013-2014  | Cedar Cove                         | Maryellen Sherman              | Elenco principal                        |
| 2014       | The Originals                      | Genevieve                      | Elenco recurrente                       |
| 2014       | Transporter: The Series            | Zara Knight                    | 2 episodios                             |
| 2016       | Containment                        | Dr. Rita Sanders               | Episodio: «Pilot»                       |
| 2016       | Shoot the Messenger                | Daisy Channing                 | Elenco principal                        |
| 2016       | Notorious                          | Alexa Downey                   | Episodio: «Friends and Other Strangers» |
| 2017       | Legends of Tomorrow                | Guinevere                      | Episodio: «Camelot/3000»                |
| 2017       | Orphan Black                       | Detective Maddy Engers         | Elenco recurrente                       |
| 2018       | The Good Doctor                    | Bethany Tilley                 | Episodio: «Stories»                     |
| 2021       | Private Eyes                       | Hannah Whysner                 | Episodio: «Under Par-essure»            |
| 2021       | Magnum P.I.                        | Elena                          | Episodio: «The Lies We Tell»            |